# Frédéric Godet (homme politique)
Frédéric Godet est un homme politique français. Il est né le 6 septembre 1850 à Verrue et il est décédé le 5 mai 1932 à Châtellerault.

## Biographie
Viticulteur, il est maire d'Orches, conseiller d'arrondissement puis conseiller général. Il est député de la Vienne de 1902 à 1910 et de 1914 à 1919, siégeant sur les bancs radicaux.
Il est l'un des douze secrétaires du comité exécutif du Parti républicain, radical et radical-socialiste en 1905.

## Sources
- « Frédéric Godet (homme politique) », dans le Dictionnaire des parlementaires français (1889-1940), sous la direction de Jean Jolly, PUF, 1960 [détail de l’édition]